# Mönsterdjup

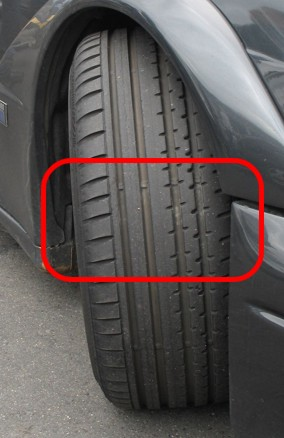
Personbilsdäck med slitagevarnare.

Mönsterdjup är djupet på de mönster som finns på bildäck.
Vid sommarväglag ska det i Sverige vara minst 1,6 mm i däckets huvudmönster och vid vinterväglag under perioden 1 december – 31 mars ska mönsterdjupet vara minst 3 mm på däck till personbil.
Vid litet mönsterdjup ökar risken för vattenplaning och dåligt väggrepp vid halt väglag. Mönsterdjupet bör vara minst 3 mm för att ge bra friktion på fuktig vägbana.
Mönsterdjupet kan bestämmas med en så kallad mönsterdjupmätare. Man kan även mäta mönsterdjupet med en gammal femkrona (1976–2017). Mellan dess kant och överdelen på siffran fem är det 3 mm. På den nyare mindre femkronan är det cirka 3 mm mellan kanten och överdelen på kronorna. Ett nytt vinterdäck brukar ha ett mönsterdjup på ungefär 9 till 10 mm och ett sommardäck 7–8 mm.
För att kontrollera mönsterdjupet finns det i däcket små upphöjningar på 1,6 mm. Detta kallas slitagevarnare. Den talar om för ägaren vilket djup som är kvar och talar om när däcket ska bytas.